# Brandalberg
Brandalberg är ett berg i Antarktis. Det ligger i Östantarktis. Nya Zeeland gör anspråk på området. Toppen på Brandalberg är 2 044 meter över havet.
Terrängen runt Brandalberg är bergig åt sydost, men åt nordväst är den kuperad. Trakten är obefolkad. Det finns inga samhällen i närheten. 